# Hapoel Ashkelon Football Club
O Hapoel Ashkelon Football Club é um clube de futebol com sede em Ashkelon, Israel. A equipe compete no Campeonato Israelense de Futebol.

## História
O clube foi fundado em 1955.